# Chorfestival Wien
Das Chorfestival Wien ist eine alljährliche Veranstaltungsreihe für Freunde der Chormusik. Sie wurde in den 1990er-Jahren vom Chorforum Wien ins Leben gerufen und findet jeweils Anfang Juni an 6–7 aufeinanderfolgenden Tagen statt. Die Orte der Freiluftkonzerte sind über ganz Wien verstreut und wechseln im Lauf der Jahre durch alle 23 Stadtbezirke. Meist werden dafür stimmungsvolle Plätze in den alten Ortskernen der früheren Wiener Vorstadtgemeinden bzw. der Kirchenplatz der jeweiligen Pfarrkirche gewählt. Bei Schlechtwetter finden die Konzerte in der Kirche selbst statt.
Zu jedem der Termine wirken vier oder fünf Chöre zusammen, die sich auf ein möglichst vielfältiges Programm verständigen. In den letzten Jahren waren es jeweils 28 Chöre, davon die meisten aus Wien. Auch Chöre der benachbarten österreichischen Bundesländer wirken mit sowie einige Gastchöre aus dem nahen Ausland. Neben der Freude am Musizieren dienen die Veranstaltungen auch zur gegenseitigen Anregung der Chöre und zum Kennenlernen selten aufgeführter Chorwerke.
Seit 2007 haben an diesen Chorwochen über 300 Chöre mit etwa 10.000 Chorsängern mitgewirkt. 